# Asylum (Disturbed-Album)
Asylum (englisch Zufluchtsort oder Irrenanstalt) ist das fünfte Studioalbum der US-amerikanischen Metal-Band Disturbed. Es erschien am 27. August 2010 via Reprise Records und erreichte Platz eins der US-amerikanischen und neuseeländischen Albumcharts.

## Entstehung
Wie schon im Vorfeld des Vorgängeralbums Indestructible wurde Sänger David Draiman von persönlichen und geschäftlichen Schicksalsschlägen getroffen. Als er von der letzten Tournee nach Hause kam, hatte ihn seine Verlobte verlassen, sein Hund war zwischenzeitlich verstorben und Geschäftspartner hatten Draiman betrogen. In einem Interview beschrieb der Sänger das Jahr 2009 als ein „richtig beschissenes Jahr“.

„Meine Band macht sich mittlerweile schon lustig über mich, nach dem Motto: ‚Nimm es uns nicht übel, aber wir hoffen, dass sich daran so schnell nichts ändert. Sonst hättest du ja nichts, worüber du schreiben könntest.‘ Ich fürchte, sie haben recht.“

Im September 2009 begannen Disturbed mit den Arbeiten am neuen Album, bevor im Februar 2010 die Aufnahmen begannen. Laut Gitarrist Dan Donegan hatte die Band 15 bis 18 Lieder geschrieben. Wie bei den bisherigen Alben fanden im Aufnahmen in den Groovemaster Studios in Chicago statt. Die Band produzierte Asylum selbst. Neben den Liedern für das neue Album nahm die Band noch eine Coverversion des Judas-Priest-Liedes „Living After Midnight“ auf. Das Lied erscheint auf einem vom britischen Magazin Metal Hammer herausgegebenen Tributsamplers anlässlich des 30. Veröffentlichungsjubiläums des Judas-Priest-Albums British Steel. Insgesamt befand sich die Band für sieben Wochen im Studio.
Das Abmischen wurde in einem Studio in Los Angeles von Neal Avron durchgeführt. Das Albumcover wurde von Raymond Swanland entworfen. Für das Titellied wurde ein Musikvideo gedreht, bei dem Robert Schober Regie führte.

## Hintergrund
Laut Sänger David Draiman bezeichnet der Albumtitel Asylum einen sicheren Ort, an dem er vor allem geschützt ist. Die Texte des Albums handeln vom Chaos des menschlichen Lebens.
In dem Titellied wird der Protagonist von den Erinnerungen an eine vergangene Liebe gequält. „The Infection“ befasst sich mit den Depressionen nach dem Ende einer Beziehung. In einem Interview gab Draiman zu, dass er selber gelegentlich unter Depressionen litt, ohne deswegen behandelt werden zu müssen. Musik hilft ihm dabei, die Niedergeschlagenheit zu besiegen. Die erste Single „Another Way to Die“ beschäftigt sich mit dem Thema Globale Erwärmung. Im Text geht es um die Handlungsmöglichkeiten, derer sich die Menschen bewusst werden müssen. Laut Gitarrist Dan Donegan will die Band jedoch nicht als Umweltschützer auftreten. In „The Animal“ geht es um den Werwolf-Mythos. Es geht um einen Mann, der sich bei Mondlicht zum Werwolf verwandelt und es genießt, zum Biest zu werden, mehr Kraft zu haben und Angst zu verbreiten. Beim Intro des Liedes arbeitete Draiman mit verschiedenen Effektgeräten.
Das Lied „Never Again“ richtet sich gegen die Holocaustleugnung. Der jüdische Sänger David Draiman erklärte in einem Interview, dass er sich aus persönlichen Gründen dazu verpflichtet fühlt, dieses Thema zu behandeln.

„Der Präsident des Iran, Mahmud Ahmadinedschad, leugnet den Holocaust täglich. Er karrt antisemitische Professoren aus der ganzen Welt heran, um seine Aussagen zu bekräftigen. Leider Gottes ist er nur einer von Vielen, die denken, dass der Holocaust ein Mythos ist und in Wahrheit auf einen Film basiert, der von der jüdischen Elite zusammengeschnitten wurde.“

Draiman erklärte in einem Interview, dass seine Großeltern mütterlicherseits die Internierung in Konzentrationslagern überlebt haben. Sein Großvater war im KZ Bergen-Belsen und musste Leichen zum Krematorium bringen. Seine Großmutter war im KZ Auschwitz und stand dreimal in den Menschenschlangen, die zur Gaskammer führten.
Das Lied „Serpentine“ ist ein Seitenhieb auf eine ehemalige Freundin Draimans. In einem Interview erklärte er, dass sie zwar eine miese Schlampe war, er ihrem Körper aber nicht widerstehen konnte. „My Child“ beschreibt ein Ereignis aus Draimans Leben. Seine damalige Freundin war schwanger. Während Draiman sich auf seine zukünftige Rolle als Vater vorbereitete, verlor seine Freundin das Baby. Das Lied „Innocence“ beschäftigt sich mit der Justiz in den USA. Draiman holte sich die Inspiration, als er einen Fernsehbericht über die Korruption unter Anwälten sah.

## Versionen
Neben der regulären Version gibt es eine iTunes Deluxe Version, die neben den zwölf Liedern als Bonus eine Coverversion des U2-Liedes „I Still Haven’t Found What I’m Looking For“, die Eigenkomposition „Leave it Alone“ sowie Live-Versionen von „Down With the Sickness“ und „Stricken“. Eine limitierte CD-Version enthält als Bonus eine DVD mit der Dokumentation Decade of Disturbed.

## Rezensionen
Asylum wurde mit unterschiedlichen Kritiken versehen. Laut Peter Kubaschk vom Onlinemagazin Powermetal.de wird Asylum „kräftig am Thron des besten Albums der Band Ten Thousand Fists rütteln“ und lobte insbesondere das Lied Warrior, welches den seiner Meinung nach „besten Refrain des Jahres“ beinhaltet. Kubaschk gab dem Album 9,5 von zehn Punkten. James Zahn vom Onlinemagazin kikaxemusic.com schrieb in seiner Rezension, dass das Album die „Erhabenheit der frühen Metallica-Alben trägt“ und dass die musikalischen Einflüsse der Band wie zum Beispiel Faith No More und Iron Maiden deutlicher hörbar wurden. Zahn vergab vier von fünf Punkten. Kritisch äußerte sich der Rezensent Heiko vom Onlinemagazin metal.de. Er kritisierte die „übermäßige Zahl an vollkommen belanglosen Langweiler-Nummern“, bezeichnete Asylum als das „Lowlight der Band-Diskografie“ und vergab fünf von zehn Punkten.

## Kommerzieller Erfolg

### Chartplatzierungen
Für Disturbed ist Asylum das vierte Album in Folge, mit dem sie auf Platz eins der US-amerikanischen Albumcharts einstiegen. Dies schafften zuvor mit Metallica und der Dave Matthews Band nur zwei andere Rockbands. In der ersten Woche verkaufte sich Asylum 179.000 Mal in den Vereinigten Staaten.
| ChartsChartplatzierungen       | Höchstplatzierung | Wochen |
| ------------------------------ | ----------------- | ------ |
| Deutschland (GfK)              | 4 (9 Wo.)         | 9      |
| Österreich (Ö3)                | 3 (17 Wo.)        | 17     |
| Schweiz (IFPI)                 | 14 (5 Wo.)        | 5      |
| Vereinigte Staaten (Billboard) | 1 (31 Wo.)        | 31     |
| Vereinigtes Königreich (OCC)   | 7 (3 Wo.)         | 3      |

| ChartsJahrescharts (2010)      | Platzierung |
| ------------------------------ | ----------- |
| Vereinigte Staaten (Billboard) | 81          |

### Auszeichnungen für Musikverkäufe
| Land/Region                  | Auszeichnungen für Musikverkäufe (Land/Region, Auszeichnung, Verkäufe) | Verkäufe |
| ---------------------------- | ---------------------------------------------------------------------- | -------- |
| Australien (ARIA)            | Platin                                                                 | 70.000   |
| Kanada (MC)                  | 2× Platin                                                              | 160.000  |
| Neuseeland (RMNZ)            | Platin                                                                 | 15.000   |
| Vereinigte Staaten (RIAA)    | Gold                                                                   | 500.000  |
| Vereinigtes Königreich (BPI) | Silber                                                                 | 60.000   |
| Insgesamt                    | 1× Silber · 1× Gold · 4× Platin ·                                      | 805.000  |